# National Certificate of Educational Achievement
Das National Certificate of Educational Achievement (NCEA) ist eine Staatliche Bescheinigung über den in Neuseeland erreichten Bildungsabschluss. Das System, das von 2002 an schrittweise eingeführt wurde, verfügt heute über drei verschiedene Qualifikationsstufen, NCEA Level 1 bis 3.

## Qualifikationssystem
Das Qualifikationssystem besteht aus drei verschiedenen Qualifikationsstufen, wobei NCEA Level 1 die niedrigste Qualifikationsstufe darstellt und NCEA Level 3 die Höchste. Für jede Qualifikationsstufe müssen jeweils 80 credits (Punkte) erreicht werden.
- NCEA Level 1 – 80 credits, egal von welchem Level, inklusive credits in Lesen, Schreiben und Rechnen,
- NCEA Level 2 – 60 credits auf Level 2 Niveau oder höher, plus 20 credits auf Level 1 Niveau oder höher,
- NCEA Level 3 – 60 credits auf Level 3 Niveau oder höher, plus 20 credits auf Level 2 Niveau oder höher.[1]

Schüler der Highschool können ab dem 11. Schuljahr den NCEA Level 1 erreichen, ab dem 12. Schuljahr den NCEA Level 2 und im 13. Schuljahr den NCEA Level 3. Die jeweilig erreichten Qualifikationen werden pro Fach vergeben, wobei ein Schüler nach Abschluss seiner Schule unterschiedliche Qualifikationen in den verschiedenen Fächern erreicht haben kann. So kann ein Schüler Schwerpunkte bilden, je nachdem welchen Beruf er später ausüben möchte oder in welchem Bereich er später studieren möchte.
Eine Qualifikationsstufe kann in drei Graden erreicht werden:
- Achievement – Leistung, also bestanden,
- Achievement with Merit – Bestanden mit Auszeichnung und
- Achievement with Excellence – Bestanden mit exzellenter Leistung,

wobei Not Achieved für Qualifikation nicht erreicht steht.